# Edition Filmmuseum
Die Edition Filmmuseum ist ein seit 2005 vom Filmmuseum München herausgegebene Reihe von DVD-Veröffentlichungen von historischen Spiel- und Dokumentarfilmen. Auch Stummfilme werden in der Edition Filmmuseum herausgegeben.
Die Edition Filmmuseum ist eine gemeinsame DVD-Publikationsreihe von Filmarchiven und kulturellen Institutionen im deutschen Sprachraum: „Ziel ist die Verbreitung künstlerisch und historisch relevanter Filme zu filmhistorischen Informations- und Lehrzwecken in Ausgaben, die sowohl den Möglichkeiten des Mediums DVD als auch den qualitativen Ansprüchen audiovisueller Archive Rechnung tragen.“
Filme der Edition Filmmuseum zu einem bestimmten Thema oder zu einem Filmemacher werden als Kollektionen zu einem etwas günstigeren Preis zusammengefasst. Verschiedene DVDs der Edition Filmmuseum wurden preisgekrönt oder erhielten Empfehlungen von Filmfestivals bzw. Fachpublikationen.